# 合柱矩圆叶柃
合柱矩圆叶柃（学名：Eurya oblonga var. stylosa）为山茶科柃木属下的一个变种。

## 扩展阅读
- 維基物種上的相關：合柱矩圆叶柃